# Aki Maeda
Aki Maeda (前田亜季 Maeda Aki; Kanagawa, 11 luglio 1985) è un'attrice e cantante giapponese.
Ha una sorella maggiore anch'essa attrice, Ai Maeda, ed è conosciuta soprattutto per il suo ruolo di Noriko Nakagawa nel controverso film Battle Royale. 

## Filmografia
- Mizu ni sumu hana, (2006)
- Saishuu heiki kanojo (Saikano), 2006
- Harami, 2005
- Linda Linda Linda, 2005
- Out of This World, 2004
- Battle Royale II: Requiem, 2003
- La ricompensa del gatto, 2002 (doppiatrice)
- Genji: A Thousand-Year Love, 2002
- Godzilla, Mothra and King Ghidorah: Giant Monsters All-Out Attack, 2001
- High School Girl's Friend, 2001
- Battle Royale, 2000
- Gamera 3 - Iris kakusei, 1999
- PPOI!

## Ruoli di doppiatrice
- Gira il mondo principessa stellare come Comet (2001)
- La ricompensa del gatto (猫の恩返し・Neko no ongaeshi) come Yuki (2002)

## Discografia
- Album:
  - 2005 - Linda Linda Linda musiche originali
  - 2005 - we are PARAN MAUM -- Paran Maum
  - 2000 - Boys be... musiche originali
  - 1999 - Winter Tales
- Singoli:
  - 2000 - Daijōbu
  - 2000 - Genki no SHOWER (Questa canzone si trova anche nella sigla originale giapponese dell'anime Yu-Gi-Oh)
  - 1999 - Gomen ne

## Doppiatrici italiane
Nelle versioni in italiano delle opere in cui ha recitato, Aki Maeda è stata doppiata da:
- Beatrice Maruffa in Battle Royale (ridoppiaggio), Battle Royale II: Requiem
- Eva Padoan in Battle Royale

Come doppiatrice, viene sostituita da:
- Eva Padoan in La ricompensa del gatto
- Cinzia Massironi in Gira il mondo principessa stellare